# Диренийгафний
Диренийгафний — бинарное неорганическое соединение, интерметаллид
рения и гафния
с формулой HfRe2,
кристаллы.

## Получение
- Сплавление стехиометрических количеств чистых веществ в инертной атмосфере:

{\displaystyle {\mathsf {2Re+Hf\ {\xrightarrow {2850^{o}C}}\ HfRe_{2}}}}

## Физические свойства
Диренийгафний образует кристаллы
гексагональной сингонии,
пространственная группа P 63/mmc,
параметры ячейки a = 0,5239 нм, c = 0,8534 нм, Z = 4,
структура типа дицинкмагния MgZn2 (фаза Лавеса)
.
Соединение образуется по перитектической реакции при температуре 2850 °C (3160 °C)
и имеет область гомогенности 63÷67 ат.% рения.